# Józef Maria Corbín Ferrer
José María Corbín Ferrer (ur. 26 grudnia 1914 w Walencji, zm. 27 grudnia 1936) – hiszpański błogosławiony Kościoła katolickiego.

## Życiorys
Został ochrzczony w dniu 1 stycznia 1915 roku, w kościele parafialnym Santo Stefano w Walencji. Aresztowany w czasie wojny domowej w Hiszpanii, w dniu 28 sierpnia 1936 roku. Zamęczono go 27 grudnia 1936 roku.
Beatyfikował go w grupie Józef Aparicio Sanz i 232 towarzyszy papież Jan Paweł II 11 marca 2001 roku.